# 155 av. J.-C.
Cette page concerne l'année 155 av. J.-C. du calendrier julien proleptique.

## Événements
- 5 avril (15 mars 599 du calendrier romain) : début à Rome du consulat de Publius Cornelius Scipio Nasica Corculum (pour la seconde fois), Marcus Claudius Marcellus (pour la seconde fois)[1].

- Prise de Delminium, capitale des Dalmates, par Scipion Nasica[2].
- Athènes envoie à Rome une ambassade concernant le territoire d’Oropos, pour l’annexion duquel elle a été condamnée par les Sycioniens, choisis comme arbitres, à payer 500 talents. La délégation est composée des représentants des trois grandes écoles de philosophie : Carnéade (Nouvelle Académie), Diogène de Babylone (stoïcisme) et Critolaos (école péripatéticienne)[3]. Diogène et Critolaos enthousiasment la jeunesse romaine aisée et les étudiants. Carnéade fait scandale par sa critique de l’impérialisme romain, lors de deux conférences contradictoires sur le thème de la Justice[4]. Caton l'Ancien demande que l'ambassade des trois philosophes soit expulsée, mais n'est pas écouté[5].
- Les envoyés achéens Xénon et Télécles, chargés de demander au Sénat romain le retour des exilés, échouent dans leur requête après l'intervention du préteur Aulus Postumius Albinus[4].
- Claudius Cento, Lucius Hortensius et Caius Arunculeius sont envoyés à Pergame ; ils échouent à arrêter le conflit avec la Bithynie et à leur retour à Rome ils blâment Prusias II de les avoir mal reçus[4].
- Seconde Guerre crétoise menée par Rhodes contre les pirates crétois (fin en 153 av. J.-C.)[6].
- Guerre lusitanienne : le préteur d'Hispanie ultérieure Manilius est battu par les Lusitaniens de Punicus. Son successeur Calpurnius Piso est vaincu à son tour l'année suivante. Ils perdent au total 6 000 hommes[7].

## Décès
- Tibérius Sempronius Gracchus, père des Gracques.